# Jordan Bay (zatoka na wschód od Shelburne Harbour)
Jordan Bay – zatoka (ang. bay) w kanadyjskiej prowincji Nowa Szkocja, w hrabstwie Shelburne, na wschód od zatoki Shelburne Harbour; nazwa urzędowo zatwierdzona 4 stycznia 1934.